# Логан (Јута)
Логан (енгл. Logan) град је у америчкој савезној држави Јута.

## Демографија
По попису из 2010. године број становника је 48.174, што је 5.504 (12,9%) становника више него 2000. године.
| Група             | 2000.          | 2010.          |
| Белци             | 36.458 (85,4%) | 38.125 (79,1%) |
| Афроамериканци    | 272 (0,6%)     | 492 (1,0%)     |
| Азијати           | 1.537 (3,6%)   | 1.592 (3,3%)   |
| Хиспаноамериканци | 3.509 (8,2%)   | 6.702 (13,9%)  |
| Укупно            | 42.670         | 48.174         |

## Партнерски градови
- Херфорд